# Tien Mu Patera
La Tien Mu Patera è una struttura geologica della superficie di Io.